# Costes
Costes, onderdeel van The Sting Companies, is een van oorsprong Nederlandse keten van kledingwinkels met filialen in de grote en kleine steden van Nederland. Costes richt zich op vrouwen via eigen ontworpen kleding. Het eerste filiaal werd in 2013 geopend aan de Oudegracht in Utrecht. In 2017 werd voor het eerst buiten Nederland uitgebreid met de opening van een filiaal aan de Meir in de Belgische stad Antwerpen. Het merk ontving in mei 2018 de Retail Award Zelfstandig Retailconcept.

## Vestigingen
Costes heeft vestigingen in Nederland en België.